# Austrodecatoma trinotata
Austrodecatoma trinotata är en stekelart som först beskrevs av Girault 1915.  Austrodecatoma trinotata ingår i släktet Austrodecatoma och familjen kragglanssteklar. Inga underarter finns listade.